# Where the Stars and Stripes and the Eagle Fly
Where the Stars and Stripes and the Eagle Fly è un singolo del cantautore statunitense Aaron Tippin, pubblicato il 17 settembre 2001 come primo estratto dal l'ottavo album in studio Stars & Stripes.
Il singolo è stato pubblicato 6 giorni dopo gli attentati alle torri gemelle di New York.

## Successo commerciale
Il singolo scalò le classifiche statunitensi.

## Video musicale
Il videoclip è stato girato nel centro di New York. Nel video compare anche il ponte di Brooklyn e la Statua della Libertà. Inoltre compare quasi sempre il cantante suonare vicino alla bandiera degli Stati Uniti.